# 올가 폰다

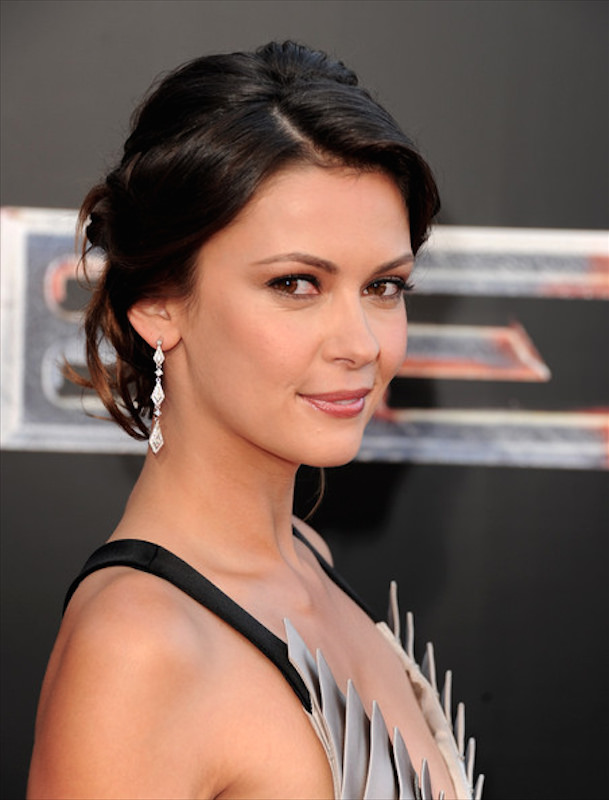

올가 폰다(러시아어: Ольга Чакова, 1982년 10월 1일~)는 러시아계 미국 배우, 모델, 텔레비전 배우, 영화배우이다.
코미 공화국의 우흐타에서 태어났으며, 14살에 미국의 메인주로 이주하였다.

## 방송
- 뱀파이어 다이어리 시즌5

## 영화
- 9/11(2017년) - 티나 역
- 에이전트 X(2015년)
- 올비다도스(2013년)
- 크레이지, 스투피드, 러브(2011년)
- 리얼 스틸(2011년) - 파라 렘코바 역
- 미트 페어런츠 3(2010년)
- 러브 허츠(2009년)